# Aaliyah/Diskografie
Diese Diskografie ist eine Übersicht über die musikalischen Werke der US-amerikanischen R&B-Sängerin Aaliyah. Den Quellenangaben und Schallplattenauszeichnungen zufolge hat sie bisher mehr als 35 Millionen Tonträger verkauft, davon alleine in ihrer Heimat mehr als 12,7 Millionen. Ihre erfolgreichste Veröffentlichung ist das dritte Studioalbum Aaliyah mit über 13 Millionen verkauften Einheiten.

## Alben

### Studioalben
| Jahr | Titel Musiklabel                                                  | Höchstplatzierung, Gesamtwochen, AuszeichnungChartplatzierungen (Jahr, Titel, Musiklabel, Platzierungen, Wochen, Auszeichnungen, Anmerkungen) | Höchstplatzierung, Gesamtwochen, AuszeichnungChartplatzierungen (Jahr, Titel, Musiklabel, Platzierungen, Wochen, Auszeichnungen, Anmerkungen) | Höchstplatzierung, Gesamtwochen, AuszeichnungChartplatzierungen (Jahr, Titel, Musiklabel, Platzierungen, Wochen, Auszeichnungen, Anmerkungen) | Höchstplatzierung, Gesamtwochen, AuszeichnungChartplatzierungen (Jahr, Titel, Musiklabel, Platzierungen, Wochen, Auszeichnungen, Anmerkungen) | Höchstplatzierung, Gesamtwochen, AuszeichnungChartplatzierungen (Jahr, Titel, Musiklabel, Platzierungen, Wochen, Auszeichnungen, Anmerkungen) | Höchstplatzierung, Gesamtwochen, AuszeichnungChartplatzierungen (Jahr, Titel, Musiklabel, Platzierungen, Wochen, Auszeichnungen, Anmerkungen) | Anmerkungen                                                |
| Jahr | Titel Musiklabel                                                  | DE | AT | CH | UK | US | R&B | Anmerkungen                                                |
| ---- | ----------------------------------------------------------------- | --- | --- | --- | --- | --- | --- | ---------------------------------------------------------- |
| 1994 | Age Ain’t Nothin’ but a Number Blackground Records • Jive Records | — | — | — | UK23 Gold · (13 Wo.)UK | US18 ×2Doppelplatin · (37 Wo.)US | R&B3 (41 Wo.)R&B | Erstveröffentlichung: 24. Mai 1994 Verkäufe: + 6.000.000   |
| 1996 | One in a Million Atlantic Records • Blackground Records           | — | — | — | UK33 Gold · (3 Wo.)UK | US10 ×2Doppelplatin · (68 Wo.)US | R&B2 (71 Wo.)R&B | Erstveröffentlichung: 5. August 1996 Verkäufe: + 8.000.000 |
| 2001 | Aaliyah Blackground Records                                       | DE9 Gold · (41 Wo.)DE | AT21 (11 Wo.)AT | CH6 Gold · (33 Wo.)CH | UK5 Platin · (36 Wo.)UK | US1 ×2Doppelplatin · (69 Wo.)US | R&B2 (77 Wo.)R&B | Erstveröffentlichung: 13. Juli 2001 Verkäufe: + 13.000.000 |

### Kompilationen
| Jahr | Titel Musiklabel                     | Höchstplatzierung, Gesamtwochen, AuszeichnungChartplatzierungen (Jahr, Titel, Musiklabel, Platzierungen, Wochen, Auszeichnungen, Anmerkungen) | Höchstplatzierung, Gesamtwochen, AuszeichnungChartplatzierungen (Jahr, Titel, Musiklabel, Platzierungen, Wochen, Auszeichnungen, Anmerkungen) | Höchstplatzierung, Gesamtwochen, AuszeichnungChartplatzierungen (Jahr, Titel, Musiklabel, Platzierungen, Wochen, Auszeichnungen, Anmerkungen) | Höchstplatzierung, Gesamtwochen, AuszeichnungChartplatzierungen (Jahr, Titel, Musiklabel, Platzierungen, Wochen, Auszeichnungen, Anmerkungen) | Höchstplatzierung, Gesamtwochen, AuszeichnungChartplatzierungen (Jahr, Titel, Musiklabel, Platzierungen, Wochen, Auszeichnungen, Anmerkungen) | Höchstplatzierung, Gesamtwochen, AuszeichnungChartplatzierungen (Jahr, Titel, Musiklabel, Platzierungen, Wochen, Auszeichnungen, Anmerkungen) | Anmerkungen                                                   |
| Jahr | Titel Musiklabel                     | DE | AT | CH | UK | US | R&B | Anmerkungen                                                   |
| ---- | ------------------------------------ | --- | --- | --- | --- | --- | --- | ------------------------------------------------------------- |
| 2002 | I Care 4 U Blackground Records       | DE2 (17 Wo.)DE | AT16 (8 Wo.)AT | CH3 Gold · (16 Wo.)CH | UK4 Gold (Physisch) + Silber (Digital) · (17 Wo.)UK                                                                                           | US3 Platin · (26 Wo.)US | R&B1 (40 Wo.)R&B | Erstveröffentlichung: 10. Dezember 2002 Verkäufe: + 1.330.000 |
| 2005 | Ultimate Aaliyah Blackground Records | — | — | — | UK32 Silber · (5 Wo.)UK | US41 (2 Wo.)US | R&B21 (1 Wo.)R&B | Erstveröffentlichung: 4. April 2005 Verkäufe: + 82.500        |

## Singles

### Als Leadmusikerin
| Jahr | Titel Album                                                 | Höchstplatzierung, Gesamtwochen, AuszeichnungChartplatzierungen (Jahr, Titel, Album, Platzierungen, Wochen, Auszeichnungen, Anmerkungen) | Höchstplatzierung, Gesamtwochen, AuszeichnungChartplatzierungen (Jahr, Titel, Album, Platzierungen, Wochen, Auszeichnungen, Anmerkungen) | Höchstplatzierung, Gesamtwochen, AuszeichnungChartplatzierungen (Jahr, Titel, Album, Platzierungen, Wochen, Auszeichnungen, Anmerkungen) | Höchstplatzierung, Gesamtwochen, AuszeichnungChartplatzierungen (Jahr, Titel, Album, Platzierungen, Wochen, Auszeichnungen, Anmerkungen) | Höchstplatzierung, Gesamtwochen, AuszeichnungChartplatzierungen (Jahr, Titel, Album, Platzierungen, Wochen, Auszeichnungen, Anmerkungen) | Höchstplatzierung, Gesamtwochen, AuszeichnungChartplatzierungen (Jahr, Titel, Album, Platzierungen, Wochen, Auszeichnungen, Anmerkungen) | Anmerkungen                                                  |
| Jahr | Titel Album                                                 | DE | AT | CH | UK | US | R&B | Anmerkungen                                                  |
| ---- | ----------------------------------------------------------- | --- | --- | --- | --- | --- | --- | ------------------------------------------------------------ |
| 1994 | Back & Forth Age Ain’t Nothin’ but a Number                 | — | — | — | UK16 Silber · (5 Wo.)UK | US5 Gold · (24 Wo.)US | R&B1 (27 Wo.)R&B | Erstveröffentlichung: 2. Mai 1994 Verkäufe: + 900.000        |
| 1994 | (At Your Best) You Are Love Age Ain’t Nothin’ but a Number  | — | — | — | UK27 (2 Wo.)UK | US6 Gold · (20 Wo.)US | R&B2 (20 Wo.)R&B | Erstveröffentlichung: 22. August 1994 Verkäufe: + 500.000    |
| 1994 | Age Ain’t Nothin’ but a Number                              | — | — | — | UK32 (2 Wo.)UK | US75 (8 Wo.)US | R&B35 (12 Wo.)R&B | Erstveröffentlichung: 6. Dezember 1994                       |
| 1995 | Down with the Clique Age Ain’t Nothin’ but a Number         | — | — | — | UK33 (2 Wo.)UK | — | — | Erstveröffentlichung: 13. Mai 1995                           |
| 1995 | The Thing I Like Age Ain’t Nothin’ but a Number             | — | — | — | UK33 (2 Wo.)UK | — | — | Erstveröffentlichung: 4. September 1995                      |
| 1996 | If Your Girl Only Knew One in a Million                     | — | — | — | UK15 (5 Wo.)UK | US11 (20 Wo.)US | R&B1 (25 Wo.)R&B | Erstveröffentlichung: 13. August 1996 Verkäufe: + 600.000    |
| 1996 | Got to Give It Up One in a Million                          | — | — | — | UK37 (2 Wo.)UK | — | — | Erstveröffentlichung: 6. November 1996                       |
| 1997 | One in a Million                                            | — | — | — | — | US— GoldUS | — | Erstveröffentlichung: 27. März 1997 Verkäufe: + 500.000      |
| 1997 | 4 Page Letter One in a Million                              | — | — | — | UK24 (2 Wo.)UK | — | — | Erstveröffentlichung: 15. August 1997                        |
| 1997 | The One I Gave My Heart To / Hot Like Fire One in a Million | — | — | — | UK30 (2 Wo.)UK | US9 Gold · (20 Wo.)US | R&B8 (20 Wo.)R&B | Erstveröffentlichung: 16. September 1997 Verkäufe: + 900.000 |
| 1998 | Journey to the Past Anastasia (O.S.T.)                      | — | — | — | UK22 (3 Wo.)UK | — | — | Erstveröffentlichung: 18. April 1998                         |
| 1998 | Are You That Somebody? Dr. Dolittle (O.S.T.)                | DE31 (17 Wo.)DE | — | CH41 (2 Wo.)CH | UK11 Silber · (7 Wo.)UK | US21 Gold · (8 Wo.)US | — | Erstveröffentlichung: 15. Juni 1998 Verkäufe: + 755.000      |
| 2000 | I Don’t Wanna Romeo Must Die (O.S.T.)                       | — | — | — | — | US35 (20 Wo.)US | R&B5 (26 Wo.)R&B | Erstveröffentlichung: 11. Januar 2000                        |
| 2000 | Try Again Romeo Must Die (O.S.T.) • Aaliyah                 | DE5 Gold · (18 Wo.)DE | AT19 (9 Wo.)AT | CH8 (33 Wo.)CH | UK5 Gold · (15 Wo.)UK | US1 (32 Wo.)US | R&B4 (27 Wo.)R&B | Erstveröffentlichung: 22. Februar 2000 Verkäufe: + 750.000   |
| 2000 | Come Back in One Piece Romeo Must Die (O.S.T.)              | — | — | — | — | — | R&B36 (20 Wo.)R&B | Erstveröffentlichung: 6. Juni 2000 feat. DMX                 |
| 2001 | We Need a Resolution Aaliyah                                | DE66 (9 Wo.)DE | — | CH56 (12 Wo.)CH | UK20 (6 Wo.)UK | US59 (16 Wo.)US | R&B15 (20 Wo.)R&B | Erstveröffentlichung: 9. Juli 2001 feat. Timbaland           |
| 2001 | More Than a Woman Aaliyah                                   | DE34 (11 Wo.)DE | AT65 (4 Wo.)AT | CH16 (21 Wo.)CH | UK1 Silber · (13 Wo.)UK | US25 (24 Wo.)US | R&B7 (37 Wo.)R&B | Erstveröffentlichung: 29. Oktober 2001 Verkäufe: + 200.000   |
| 2002 | Rock the Boat Aaliyah                                       | DE70 (6 Wo.)DE | — | CH59 (7 Wo.)CH | UK12 (9 Wo.)UK | US14 (25 Wo.)US | R&B2 (41 Wo.)R&B | Erstveröffentlichung: 1. April 2002                          |
| 2003 | Miss You I Care 4 U                                         | DE8 (10 Wo.)DE | AT29 (7 Wo.)AT | CH15 (11 Wo.)CH | UK76 (3 Wo.)UK | US3 (30 Wo.)US | R&B1 (37 Wo.)R&B | Erstveröffentlichung: 13. Januar 2003                        |
| 2003 | I Care 4 U                                                  | — | — | — | — | US16 (20 Wo.)US | R&B3 (44 Wo.)R&B | Erstveröffentlichung: 8. April 2003                          |
| 2003 | Don’t Know What to Tell Ya I Care 4 U                       | DE57 (5 Wo.)DE | — | CH30 (6 Wo.)CH | UK22 (3 Wo.)UK | — | — | Erstveröffentlichung: 14. April 2003                         |
| 2003 | Come Over I Care 4 U                                        | — | — | — | — | US32 (20 Wo.)US | R&B9 (41 Wo.)R&B | Erstveröffentlichung: 27. Mai 2003                           |
| 2012 | Enough Said –                                               | — | — | — | — | — | R&B55 (8 Wo.)R&B | Erstveröffentlichung: 5. August 2012 feat. Drake             |
| 2021 | Poison –                                                    | — | — | — | — | — | — | Erstveröffentlichung: 17. Dezember 2021 feat. The Weeknd     |

### Als Gastmusikerin
| Jahr | Titel Album                                      | Höchstplatzierung, Gesamtwochen, AuszeichnungChartplatzierungen (Jahr, Titel, Album, Platzierungen, Wochen, Auszeichnungen, Anmerkungen) | Höchstplatzierung, Gesamtwochen, AuszeichnungChartplatzierungen (Jahr, Titel, Album, Platzierungen, Wochen, Auszeichnungen, Anmerkungen) | Höchstplatzierung, Gesamtwochen, AuszeichnungChartplatzierungen (Jahr, Titel, Album, Platzierungen, Wochen, Auszeichnungen, Anmerkungen) | Höchstplatzierung, Gesamtwochen, AuszeichnungChartplatzierungen (Jahr, Titel, Album, Platzierungen, Wochen, Auszeichnungen, Anmerkungen) | Höchstplatzierung, Gesamtwochen, AuszeichnungChartplatzierungen (Jahr, Titel, Album, Platzierungen, Wochen, Auszeichnungen, Anmerkungen) | Höchstplatzierung, Gesamtwochen, AuszeichnungChartplatzierungen (Jahr, Titel, Album, Platzierungen, Wochen, Auszeichnungen, Anmerkungen) | Anmerkungen                                                                                             |
| Jahr | Titel Album                                      | DE | AT | CH | UK | US | R&B | Anmerkungen                                                                                             |
| ---- | ------------------------------------------------ | --- | --- | --- | --- | --- | --- | --- |
| 1994 | Summer Bunnies (Remix) –                         | — | — | — | — | — | — | Erstveröffentlichung: 3. September 1994 R. Kelly feat. Aaliyah                                          |
| 1995 | I Need You Tonight Conspiracy                    | — | — | — | UK66 (2 Wo.)UK | — | R&B43 (15 Wo.)R&B | Erstveröffentlichung: 9. August 1995 Junior M.A.F.I.A. feat. Aaliyah                                    |
| 1996 | Live and Die for Hip Hop Young, Rich & Dangerous | — | — | — | — | US72 (10 Wo.)US | — | Erstveröffentlichung: 8. Februar 1996 Kris Kross feat. Da Brat, Jermaine Dupri, Mr. Black & Aaliyah     |
| 1997 | Up Jumps Da’ Boogie Welcome to Our World         | — | — | — | — | US12 Gold · (20 Wo.)US | — | Erstveröffentlichung: 11. Juli 1997 Verkäufe: + 500.000 Timbaland & Magoo feat. Missy Elliott & Aaliyah |
| 2013 | Don’t Think They Know X (Deluxe Edition)         | — | — | — | UK94 (3 Wo.)UK | US81 Platin · (2 Wo.)US | R&B29 (9 Wo.)R&B | Erstveröffentlichung: 17. Juni 2013 Verkäufe: + 1.000.000; Chris Brown feat. Aaliyah                    |

## Musikvideos
| Jahr | Titel                          | Regie                |
| ---- | ------------------------------ | -------------------- |
| 1993 | Summer Bunnies (Remix)         |                      |
| 1994 | Back & Forth                   | Millicent Shelton    |
| 1994 | At Your Best (You Are Love)    | Millicent Shelton    |
| 1994 | Age Ain’t Nothing but a Number | Millicent Shelton    |
| 1995 | Down with the Clique           |                      |
| 1995 | The Thing I Like               |                      |
| 1995 | I Need You Tonight             | The Notorious B.I.G. |
| 1996 | Live and Die for Hip Hop       | David Nelson         |
| 1996 | If Your Girl Only Knew         | Joseph Kahn          |
| 1996 | One in a Million (2 Versionen) | Paul Hunter          |
| 1996 | Got to Give It Up              | Paul Hunter          |
| 1997 | 4 Page Letter                  | Daniel Pearl         |
| 1997 | Hot Like Fire                  | Lance Rivera         |
| 1997 | The One I Gave My Heart To     | Darren Grant         |
| 1997 | Up Jumps Da’ Boogie            |                      |
| 1998 | Journey to the Past            | Mark Gerard          |
| 1998 | Are You That Somebody?         | Mark Gerard          |
| 2000 | Try Again                      | Wayne Isham          |
| 2000 | Come Back in One Piece         | Director X           |
| 2001 | We Need a Resolution           | Paul Hunter          |
| 2001 | More than a Woman              | Dave Meyers          |
| 2001 | Rock the Boat                  | Hype Williams        |
| 2002 | Miss You                       | Darren Grant         |
| 2002 | Got to Give It Up              |                      |
| 2003 | I Care 4 U                     | Director X           |
| 2003 | Don’t Know What to Tell Ya     |                      |
| 2013 | Don’t Think They Know          | Chris Brown          |

## Promoveröffentlichungen
Promo-Singles

| Jahr | Titel Album                          | Höchstplatzierung, Gesamtwochen, AuszeichnungChartplatzierungen (Jahr, Titel, Album, Platzierungen, Wochen, Auszeichnungen, Anmerkungen) | Höchstplatzierung, Gesamtwochen, AuszeichnungChartplatzierungen (Jahr, Titel, Album, Platzierungen, Wochen, Auszeichnungen, Anmerkungen) | Höchstplatzierung, Gesamtwochen, AuszeichnungChartplatzierungen (Jahr, Titel, Album, Platzierungen, Wochen, Auszeichnungen, Anmerkungen) | Höchstplatzierung, Gesamtwochen, AuszeichnungChartplatzierungen (Jahr, Titel, Album, Platzierungen, Wochen, Auszeichnungen, Anmerkungen) | Höchstplatzierung, Gesamtwochen, AuszeichnungChartplatzierungen (Jahr, Titel, Album, Platzierungen, Wochen, Auszeichnungen, Anmerkungen) | Höchstplatzierung, Gesamtwochen, AuszeichnungChartplatzierungen (Jahr, Titel, Album, Platzierungen, Wochen, Auszeichnungen, Anmerkungen) | Anmerkungen                                  |
| Jahr | Titel Album                          | DE | AT | CH | UK | US | R&B | Anmerkungen                                  |
| ---- | ------------------------------------ | --- | --- | --- | --- | --- | --- | -------------------------------------------- |
| 1993 | Are You Ready? Sunset Park (O.S.T.)  | — | — | — | — | — | — | Erstveröffentlichung: 1993                   |
| 1997 | Hot Like Fire One in a Million       | — | — | — | — | — | — | Erstveröffentlichung: 1997                   |
| 1999 | You Won’t See Me Tonight I Am …      | — | — | — | — | — | R&B44 (20 Wo.)R&B | Erstveröffentlichung: 1999 Nas feat. Aaliyah |
| 2005 | Are You Feelin’ Me? Ultimate Aaliyah | — | — | — | — | — | — | Erstveröffentlichung: 2005                   |

## Sonderveröffentlichungen
| Jahr | Titel Album                                      | Anmerkungen                                                                                        |
| ---- | ------------------------------------------------ | -------------------------------------------------------------------------------------------------- |
| 1996 | Live and Die for Hip Hop Young, Rich & Dangerous | Erstveröffentlichung: 9. Januar 1996 Kris Kross feat. Da Brat, Jermaine Dupri, Mr. Black & Aaliyah |
| 1997 | Best Friends Supa Dupa Fly                       | Erstveröffentlichung: 15. Juli 1997 Missy Misdemeanor Elliott feat. Aaliyah                        |
| 1997 | Man Undercover Welcome to Our World              | Erstveröffentlichung: 28. Oktober 1997 Timbaland & Magoo feat. Aaliyah                             |
| 1997 | Up Jumps Da’ Boogie Welcome to Our World         | Erstveröffentlichung: 28. Oktober 1997 Timbaland & Magoo feat. Missy Elliott & Aaliyah             |
| 1998 | One Man Woman Cheers 2 U                         | Erstveröffentlichung: 24. März 1998 Playa feat. Aaliyah                                            |
| 1998 | John Blaze Tim’s Bio                             | Erstveröffentlichung: 23. November 1998 Timbaland feat. Aaliyah & Missy Elliott                    |
| 1999 | Final Warning / Interlude 100% Ginuwine          | Erstveröffentlichung: 16. März 1999 Ginuwine feat. Aaliyah                                         |
| 1999 | You Won’t See Me Tonight I Am …                  | Erstveröffentlichung: 5. April 1999 Nas feat. Aaliyah                                              |
| 1999 | Stickin’ Chickens Da Real World                  | Erstveröffentlichung: 22. Juni 1999 Missy Misdemeanor Elliott feat. Aaliyah & Da Brat              |
| 2000 | Ain’t Never Outsiderz 4 Life                     | Erstveröffentlichung: 2000 Outsiderz 4 Life feat. Aaliyah                                          |
| 2001 | I am Music Indecent Proposal                     | Erstveröffentlichung: 20. November 2001 Timbaland & Magoo feat. Aaliyah                            |
| 2005 | Tequila Sunrise The Masterpiece                  | Erstveröffentlichung: 2005 Cavie feat. Aaliyah                                                     |
| 2005 | Don’t Think They Know Memoirs of a R&B Thug      | Erstveröffentlichung: 24. Juni 2005 Digital Black feat. Aaliyah                                    |
| 2005 | Your Body’s Callin’ Remix City, Vol. 1           | Erstveröffentlichung: 15. November 2005 R. Kelly feat. Aaliyah                                     |
| 2010 | She Crazy Ashes to Ashes                         | Erstveröffentlichung: 24. Dezember 2010 Rick Ross feat. Aaliyah & Ne-Yo                            |
| 2013 | Don’t Think They Know X (Deluxe Edition)         | Erstveröffentlichung: 17. Juni 2013 Chris Brown feat. Aaliyah                                      |
| 2015 | Shakin’ King Stays King                          | Erstveröffentlichung: 24. Dezember 2015 Timbaland feat. Strado & Aaliyah                           |

| Jahr | Titel Soundtrack                        | Anmerkungen                                           |
| ---- | --------------------------------------- | ----------------------------------------------------- |
| 1994 | The Thing I Like A Low Down Dirty Shame | Erstveröffentlichung: 8. November 1994                |
| 1995 | Freedom (The Black Bag Mix) Panther     | Erstveröffentlichung: 3. Mai 1995 mit Various Artists |
| 1996 | Are You Ready? Sunset Park              | Erstveröffentlichung: 23. April 1996                  |
| 1997 | Journey to the Past Anastasia           | Erstveröffentlichung: 28. Oktober 1996                |
| 1998 | Are You That Somebody? Dr. Dolittle     | Erstveröffentlichung: 16. Juni 1998                   |
| 1999 | Turn the Page Music of the Heart        | Erstveröffentlichung: 6. September 1999               |
| 1999 | I Don’t Wanna Next Friday               | Erstveröffentlichung: 14. Dezember 1999               |
| 2000 | Are You Feelin’ Me? Romeo Must Die      | Erstveröffentlichung: 28. März 2000                   |
| 2000 | Come Back in One Piece Romeo Must Die   | Erstveröffentlichung: 28. März 2000 feat. DMX         |
| 2000 | I Don’t Wanna Romeo Must Die            | Erstveröffentlichung: 28. März 2000                   |
| 2000 | Try Again Romeo Must Die                | Erstveröffentlichung: 28. März 2000                   |

## Statistik

### Chartauswertung
|                     | DE    | AT    | CH    | UK    | US    | R&B     |
| ------------------- | ----- | ----- | ----- | ----- | ----- | ------- |
| Nummer-eins-Alben   | DE—DE | AT—AT | CH—CH | UK—UK | US1US | R&B1R&B |
| Top-10-Alben        | DE2DE | AT—AT | CH3CH | UK2UK | US3US | R&B4R&B |
| Alben in den Charts | DE2DE | AT2AT | CH3CH | UK5UK | US5US | R&B5R&B |

|                       | DE    | AT    | CH    | UK     | US     | R&B      |
| --------------------- | ----- | ----- | ----- | ------ | ------ | -------- |
| Nummer-eins-Singles   | DE—DE | AT—AT | CH—CH | UK1UK  | US1US  | R&B3R&B  |
| Top-10-Singles        | DE2DE | AT—AT | CH1CH | UK2UK  | US5US  | R&B11R&B |
| Singles in den Charts | DE7DE | AT3AT | CH6CH | UK19UK | US17US | R&B18R&B |

### Auszeichnungen für Musikverkäufe
| Goldene Schallplatte - Australien - 2003: für das Album Aaliyah - Belgien - 2000: für die Single Try Again - Europa (Impala) - 2011: für das Album Ultimate Aaliyah - Frankreich - 2001: für das Album Aaliyah - 2003: für das Album I Care 4 U - Japan - 1997: für das Album Age Ain’t Nothin’ but a Number - 2001: für das Album Aaliyah - Kanada - 1994: für das Album Age Ain’t Nothin’ but a Number - 1997: für das Album One in a Million - 2003: für das Album I Care 4 U - Neuseeland - 1998: für die Single Are You That Somebody? - 2000: für die Single Try Again - 2025: für das Album Ultimate Aaliyah - Niederlande - 1998: für die Single Are You That Somebody? - 2003: für das Album Aaliyah | Platin-Schallplatte - Australien - 2000: für die Single Try Again - Kanada - 2002: für das Album Aaliyah 3× Platin-Schallplatte - Südafrika - 2002: für das Album Aaliyah |

Anmerkung: Auszeichnungen in Ländern aus den Charttabellen bzw. Chartboxen sind in ebendiesen zu finden.
| Land/RegionAuszeichnungen für Musikverkäufe (Land/Region, Auszeichnungen, Verkäufe, Quellen) | Silber     | Gold       | Platin       | Verkäufe   | Quellen                       |
| -------------------------------------------------------------------------------------------- | ---------- | ---------- | ------------ | ---------- | ----------------------------- |
| Australien (ARIA)                                                                            | —          | Gold1      | Platin1      | 105.000    | aria.com.au                   |
| Belgien (BRMA)                                                                               | —          | Gold1      | —            | 25.000     | ultratop.be                   |
| Deutschland (BVMI)                                                                           | —          | 2× Gold2   | —            | 400.000    | musikindustrie.de             |
| Europa (Impala)                                                                              | —          | Gold1      | —            | (75.000)   | Einzelnachweise               |
| Frankreich (SNEP)                                                                            | —          | 2× Gold2   | —            | 200.000    | snepmusique.com               |
| Japan (RIAJ)                                                                                 | —          | 2× Gold2   | —            | 200.000    | riaj.or.jp                    |
| Kanada (MC)                                                                                  | —          | 3× Gold3   | Platin1      | 250.000    | musiccanada.com               |
| Neuseeland (RMNZ)                                                                            | —          | 3× Gold3   | —            | 17.500     | aotearoamusiccharts.co.nz NZ2 |
| Niederlande (NVPI)                                                                           | —          | 2× Gold2   | —            | 90.000     | nvpi.nl                       |
| Schweiz (IFPI)                                                                               | —          | 2× Gold2   | —            | 40.000     | hitparade.ch                  |
| Südafrika (RISA)                                                                             | —          | —          | 3× Platin3   | 150.000    | mi2n.com                      |
| Vereinigte Staaten (RIAA)                                                                    | —          | 6× Gold6   | 8× Platin8   | 12.700.000 | riaa.com                      |
| Vereinigtes Königreich (BPI)                                                                 | 5× Silber5 | 4× Gold4   | Platin1      | 1.720.000  | bpi.co.uk                     |
| Insgesamt                                                                                    | 5× Silber5 | 29× Gold29 | 14× Platin14 |            |                               |